# Святая Джавелина

«Святая Джавелина»

Святая Джавелина — это интернет-мем и вымышленный персонаж, представляющий собой похожую на религиозную икону женскую фигуру, держащую современное НАТОвское оружие, использовавшееся Украиной в войне 2022, изначально противотанковую ракетницу FGM-148 Javelin. Мем был создан интернет-фотожаберами до января 2018, но стал известен во всём мире только с войной и привёл к появлению других подобных мемов. Мем поднял боевой дух и использовался в товарах, в результате чего было собрано более миллиона долларов для гуманитарных благотворительных организаций, помогающих Украине.

## Предыстория
Американский художник Крис Шоу нарисовал акрилом на холсте картину «Мадонна Калашников» в 2012 году. Мотивация была проста: иконы нередко рисуют с копьями и мечами, но почему бы не нарисовать современное оружие? Нет более знакового оружия, чем автомат Калашникова, а если это советский автомат — пусть будет стиль православной иконы. Одновременно он нарисовал «Мадонну с поясом шахида». Прошёл Евромайдан и началась АТО, и в 2015 году репродукции картины засветились в татуировках и нашивках украинской стороны.
Украина ожидала от США противотанковые ракетные комплексы «Джавелин» (будут доставлены в апреле 2018), и в январе 2018 кто-то заменил автомат на ракетницу. В мае 2018 к картинке прилипло название «Святая Джавелина».
Уже в первые дни российского вторжения картинка засветилась под названиями «Святая Джавелина — заступница Украины», «Райтеона Джавелинская, святая покровительница прожигания российской брони».
Украино-канадский художник Кристиан Борис выпустил серию наклеек, вырученные средства от которых должны были быть пожертвованы на гуманитарные цели в Украине. Кристиан Борис живет в Торонто, но ранее работал в Украине журналистом во время начального конфликта в 2014 году. Находясь там, он работал фрилансером в разных странах и был особенно тронут тяжелым положением сирот и вдов во время войны на Донбассе.

## Мем
Сам мем изображает стилизованную Мадонну (ошибочно утверждаемую некоторыми источниками как Мария Магдалина или основанную на Святой Ольге Киевской) с ракетницей в руках. Дева Мария, изображенная в рекламной кампании, представлена в традиционном стиле православной иконы. В то время как в стандартной художественной Мадонне Мария часто изображается с младенцем Иисусом на руках, в данном случае она держит в руках противотанковое оружие. Юмор мема заключается в сопоставлении Марии, матери Иисуса, и современного противотанкового оружия.
Изображенное оружие представляет собой противотанковое оружие FGM-148 Javelin американского производства, которое было пожертвовано в большом количестве и активно используется в Украине против российской бронетехники. Мадонна и другие традиционные фигуры были изображены с несочетаемыми современными предметами, которые контрастируют с традиционным изображением религиозных деятелей, от кроссовок до позолоченных автоматов АК-47.
Её одежда обычно не традиционного золотого/пурпурного цвета, а либо военного защитного, либо синего и желтого. Хотя в более ранней версии ее нимб был красным, позже он был изменен на синий и желтый, национальные цвета Украины. Мем достиг такой популярности, что стал по-настоящему признанным символом украинского сопротивления.
Дизайн был создан украинским графическим дизайнером Евгением Шалашовым, который живет во Львове и был нанят Борисом. Крис Шоу, автор исходной картины, был удивлён, «обнаружив, что изображение Святой Джавелины стало вирусным по всему Интернету в качестве мема», и отметил, что, хотя изменение было сделано без его разрешения, оно используется в благотворительных целях, поэтому результаты положительные. В апреле 2022 Шоу, давний сторонник Украины, нарисовал собственную версию святой Джавелины.

## Критика
Совет церквей воспринял использование фигуры святой, похожей на Мадонну, с современным боевым оружием как богохульство. Впоследствии на мурале Святой Джавелины на стене жилого дома в Киеве закрасили синий нимб с двумя жёлтыми стилизованными тризубами, и осталась фигура, похожая на святую, держащая противотанковую ракетницу «Джавелин». Художники-монументалисты, известные как Кайлас-V, обвинили мэра Киева Виталия Кличко в том, что он приказал закрасить ореол фрески.
Религиозные иконы часто изображаются с оружием, например на изображении святого Михаила, где он изображен с мечом. Кристиан Борис предложил контраргумент критике Святой Джавелины: она много значит для людей в Украине как символ во время российского вторжения в Украину, и что существует долгая история использования религиозных икон в качестве источника моральной поддержки во время войны.

## Кампания
Кристиан Борис ранее работал с украинской благотворительной организацией под названием Help Us Help и пожертвовал первоначальные средства от продажи наклеек Saint Javelin онлайн в помощь детям и сиротам, пострадавшим от войны. По состоянию на март 2022 года Борис заявил, что планирует, чтобы бренд «Saint Javelin» стал постоянной деятельностью, и он надеялся нанять постоянный персонал, чтобы он мог продолжать поддерживать усилия по восстановлению после окончания текущей войны. Чтобы напрямую помочь восстановить Украину, Борис приложил усилия к тому, чтобы больше предметов, продаваемых Saint Javelin, производилось в Украине, чтобы обеспечить работой людей в Украине и собрать средства из прибыли для помощи в восстановлении Украины.
С ростом популярности Святого Джавелина и желанием помочь восстановить Украину, Кристиан Борис расширил ассортимент, помимо наклеек, и добавил других «святых» к бренду Saint Javelin, чтобы увеличить финансирование других гуманитарных усилий, помогающих украинцам, пострадавшим от российского вторжения в Украину.
К «святым» бренда Saint Javelin относятся:
- Святая Джавелина
- Святой ХИМАРС
- M777 Моисей
- Святой Патрон
- Святой NLAW
- Святая Ольга
- Святой Нептун
- Святой Карл Густав
- Святой Panzerfaust
- Тарас Шевченко
- Святой Стингер
- Святая Дана
- Святой Piorun
- Святая Zuzana
- Богоматерь Мариупольская

Желание обычных людей помочь украинцам, пострадавшим от войны, помогло поддержать кампанию Saint Javelin, которая уже собрала более 1 миллиона долларов.
Как бывший маркетолог и журналист, Кристиан Борс заявил, что реакция на Saint Javelin, которая продает изображение на всем, от больших сумок до толстовок, флагов и наклеек, была «ошеломляющей»: каждый день поступают тысячи заказов. Вся прибыль от продажи товаров Saint Javelin идет благотворительным организациям, которые помогают украинцам. Некоторые предметы, продаваемые Saint Javelin, предназначены для конкретных целей в Украине. Например, рубашки и другие предметы, продаваемые в рамках «радужной коллекции», предназначены для поддержки ЛГБТК+ украинцев, которые еще не имеют полных и равных прав в Украине.
Другие предметы, продаваемые Saint Javelin, изображают знаковые и вирусные моменты неповиновения украинцев во время российского вторжения в Украину, которые считаются «мемами сопротивления», ставшими популярными в Интернете. Сюда входят ссылки на украинскую женщину, говорящую российским солдатам класть семечки в карманы, чтобы они росли там, где будут лежать их тела в Украине, ответ защитников острова Змеиный русскому военному кораблю на предложение сдаться нецензурным выражением и мемы NAFO, которые опровергают российскую пропаганду и дезинформацию в Интернете во время сбора пожертвований для Украины и Грузинского легиона в Украине.